# Rio Fox (afluente do rio Illinois)

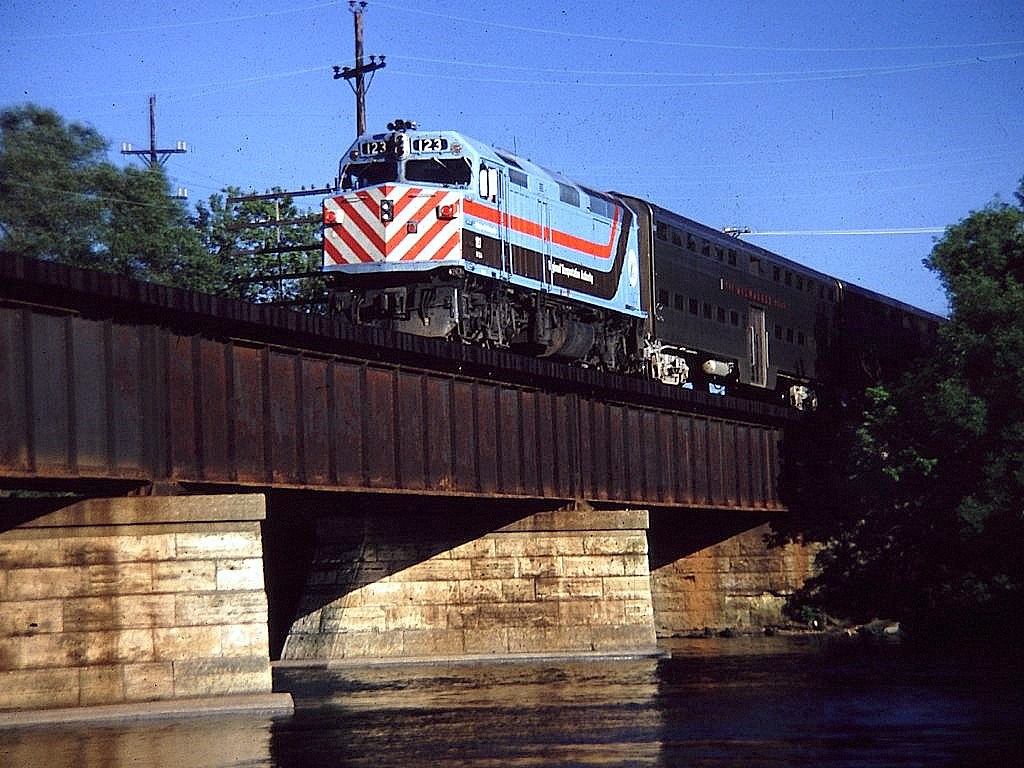
Locomotiva cruzando o rio Fox em Elgin, Illinois, em 1981

O Rio Fox é um rio americano que passa pelo estado de Illinois. É afluente do rio Illinois, que por sua vez desagua no Lago Michigan.